# Кућа народног хероја Ратка Митровића
Кућа народног хероја Ратка Митровића се налази у Чачку, у улици Војводе Степе 100 и представља непокретно културно добро као споменик културе.
На кући је Градски одбор савеза бораца НОР-а, 7. јула 1950. године, поставио спомен плочу да се у кући родио, живео и радио народни херој Ратко Митровић.